# Крок (геральдика)

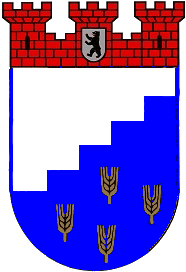
Розділено кроками

Східчатий фронтон

Крок (східці) — однойменні геральдичні фігури у геральдиці, що розділяють герб кроковим вирізом або представляє лише одну сходинку в щиті. Рівень також називається абзацом і може відображатися ліворуч або праворуч як крок вгору або вниз. Можливі також похилі східці. Якщо кілька рівнів послідовно класифікуються як розділювальна лінія, поділ поля є сходами — або кроком, і описаний як крок.